# 황금주머니 O.S.T. Part.1
황금주머니 O.S.T. Part.1는 대한민국 가수 다나의 O.S.T. 디지털 싱글이다. 2016년에 발매되었다. 타이틀곡은 <고백해줘 (feat.엔피츠와 지우개)>이며 MBC 일일 드라마 황금주머니의 메인 테마 곡이다.

## 수록곡
1. 고백해줘 (feat.엔피츠와 지우개)
2. 고백해줘 (feat.엔피츠와 지우개) (Instrumental)